# Småhök
Småhök (Tachyspiza nanus) är en hökfågel i familjen hökar som förekommer på indonesiska ön Sulawesi.

## Utseende
Småhöken är en kompakt och som namnet avslöjar liten hök, med en kroppslängd på 23–28 cm. Fjäderdräkten är förvillande lik rosabröstad hök, med mörkgrå ovansida och persikofärgat bröst som snabbt går över i rent vit buk.

## Utbredning och systematik
Fågelns utbredningsområde är bergsskogar på Sulawesi. Den behandlas som monotypisk, det vill säga att den inte delas in i några underarter.

### Släktskap
Arten placerades tidigare i släktet Accipiter. Genetiska studier visar dock att släktet så som det traditionellt är konstituerat är parafyletiskt, där kärrhökarna i Circus är inbäddade, men också släktena Erythrotriorchis och Megatriorchis. För att kärrhökarna ska kunna behållas i ett eget släkte delas därför Accipiter delas upp i flera mindre släkten, däriblamd Tachyspiza.

## Status och hot
Arten är dåligt känd och svår att artbestämma. Man tror ändå att frånvaro av fynd tyder på att den är ovanlig. Besståndsutvecklingen uppfattas vara stabil. IUCN kategoriserar arten som livskraftig.